# Leptothorax wilda
Leptothorax wilda är en myrart som beskrevs av Smith 1943. Leptothorax wilda ingår i släktet smalmyror, och familjen myror. Inga underarter finns listade i Catalogue of Life.